# Świadectwo pochodzenia
Świadectwo pochodzenia towaru (ang. certificate of origin) – to dokument występujący w międzynarodowych transakcjach handlowych, najczęściej wymagany przez władze celne danego państwa. Potwierdza on, że towar, którego dotyczy, został wyprodukowany w państwie, z którego został dostarczony. Posiadanie tego dokumentu jest obligatoryjne przy wejściu na rynki niektórych państw, bądź unii celnych. Importer posiadający świadectwo pochodzenia towaru może dzięki temu skorzystać z ulgowych taryf celnych. Z kolei w szczególnych okolicznościach, np. gdy nałożone jest embargo lub panuje wojna, dokument ten zapewnia bezpieczny i pewny transport.

## Zasady
Wystawcą świadectwa pochodzenia jest zazwyczaj izba handlowa lub przemysłowo-handlowa, w Polsce jest to Krajowa Izba Gospodarcza.
W praktyce przyjęło się, że nawet towary eksportowane, które nie zostały wyprodukowane w kraju eksportera, mogą uzyskać świadectwo pochodzenia, jeśli były w tym kraju poddane przeróbce lub obróbce, dzięki której ich wartość zwiększyła się o ponad 50%. Poza tym wydaje się również świadectwa towarom, co do których nie ma pewności czy powstały w kraju eksportera, ale z pewnością znajdowały się dłuższy czas w obrocie wewnętrznym tego kraju. Informacja na ten temat zawsze umieszcza się na dokumencie.
Świadectwo pochodzenia wystawia się oddzielnie dla każdej partii towaru, która będzie wysłana i poddana odprawie celnej w całości i jednocześnie. Niektóre państwa posiadają własne blankiety i na nich żądają wystawienia świadectwa pochodzenia towaru.

## Ustalanie państwa pochodzenia towaru
Kraj pochodzenia towaru ustala się w następujący sposób:
- wyroby gotowe lub półprodukty – kraj wytworzenia;
- płody rolne – kraj, w którym zostały one wyhodowane, zebrane lub wydobyte;
- płody przyrody oraz wyroby poddane przeróbce lub obróbce – kraj, w którym dokonano przeróbki lub obróbki, jeśli wartość robocizny i materiałów przy nich wykorzystanych stanowi ponad 50% ogólnej wartości towarów;
- zasoby morza i dna morskiego oraz przetwory z nich wykonane – kraj, z którego pochodzi przedsiębiorstwo, które dokonało połowu, wydobycia lub przetworzenia[1].